# Trigonodes inacuta
Trigonodes inacuta är en fjärilsart som beskrevs av Achille Guenée 1852. Trigonodes inacuta ingår i släktet Trigonodes och familjen nattflyn. Inga underarter finns listade i Catalogue of Life.